# Лерида (футбольный клуб)
«Лерида» (кат. Unió Esportiva Lleida, S.A.D., исп. Unió Esportiva Lérida, S.A.D.) — бывший испанский футбольный клуб из города Льейда. Клуб основан 30 октября 1939 года. Домашние матчи проводил на стадионе «Камп д’Эспортс», вмещающем 13 500 зрителей. Первоначально название клуба писалось по испанскому названию города «Lérida», но с 1978 года сменило своё название на каталанское название «Lleida», несмотря на это в русском языке город и клуб традиционно называют на испанский манер «Лерида». «Лерида» дважды в своей истории поднималась в Примеру, в сезонах 1950/51 и 1993/94, но в обоих случаях в тот же год вылетала в низший дивизион.

## Достижения
- Победитель Сегунды (1): 1992/93.
- Победитель Сегунды Б (2): 1989/90, 2003/04.

## Сезоны по дивизионам
- Примера — 2 сезона.
- Сегунда — 24 сезона.
- Сегунда Б — 13 сезонов.
- Терсера — 22 сезона.